# Русская цивилизация
Русская цивилизация — концепция отдельной цивилизации, сформированной русским народом (в конструктивистском или примордиалистском понимании).

## Определение
Существует три различные концепции русской цивилизации:
- однолинейное развитие (В. С. Соловьёв)
- многолинейное развитие (Н. Я. Данилевский)[см. 1]
- смешанная концепция (П. Н. Милюков)

Филипп Бэгби выделял русскую цивилизацию как одну из 29 периферийных цивилизаций.
Арнольд Тойнби рассматривал русскую цивилизацию как имеющую скромные культурные достижения, но как нечто завершённое, Н. Я. Данилевский и Освальд Шпенглер описывали её скорее как феномен будущего. Шпенглер считал, что реформы Петра I не отвечали традициям русской цивилизации.
Сэмюэл Хантингтон определял русскую (славяно-православную) цивилизацию как продукт византийского влияния, монгольского правления и самобытности Киевской Руси.
Румяна Чолакова считает что основа русской идентичности формировалась викингами, славянами, татарами, финно-угорами и степными кочевниками на протяжении более тысячи лет. В значимой для русской цивилизации литературе часто описывается специфическая русская душа.

## Критика
Само существование российской цивилизации как феномена ставится под сомнение, некоторыми она рассматривается как «публицистически-фольклорная мифологема».
А. В. Гринёв и И. В. Купряшкин считают, что теория русской цивилизации имеет схоластический оттенок и является лишь попыткой представить старые идеи евразийцев, славянофилов, религиозных философов и геополитиков в новой цивилизационной обёртке.

## Комментарии
1. ↑  Славянский культурный тип (по Н. Я. Данилевскому, представлен в труде «Россия и Европа», 1869) — ему, в отличие от «гниющего Запада», принадлежит будущее. Данилевский опирается на теорию циклического развития каждого культурного типа (подъём, кульминация, спад), позже перенятую Освальдом Шпенглером.
 По мнению Данилевского, западная цивилизация уже пережила апогей своего развития, исчерпала запас своих идей, является декадентской и отмирающей. А славянские народы под руководством России (панславизм) должны воспользоваться своим историческим шансом и прийти к новому культурному расцвету. Русская цивилизация должна взять самое лучшее из западной цивилизации, как последняя в своё время заимствовала самое лучшее из античной культуры.